# Keneba (Upper River Region)
Keneba (Schreibvariante: Kenniba) ist eine Ortschaft im westafrikanischen Staat Gambia.
Nach einer Berechnung für das Jahr 2013 leben dort etwa 1228 Einwohner, das Ergebnis der letzten veröffentlichten Volkszählung von 1993 betrug 991.

## Geographie
Keneba, in der Upper River Region, Distrikt Kantora, liegt am südlichen Ufer des Gambia-Flusses rund sechs Kilometer nordöstlich von Fatoto und vier Kilometer südlich von Koina.